# ترقيم الصفحات

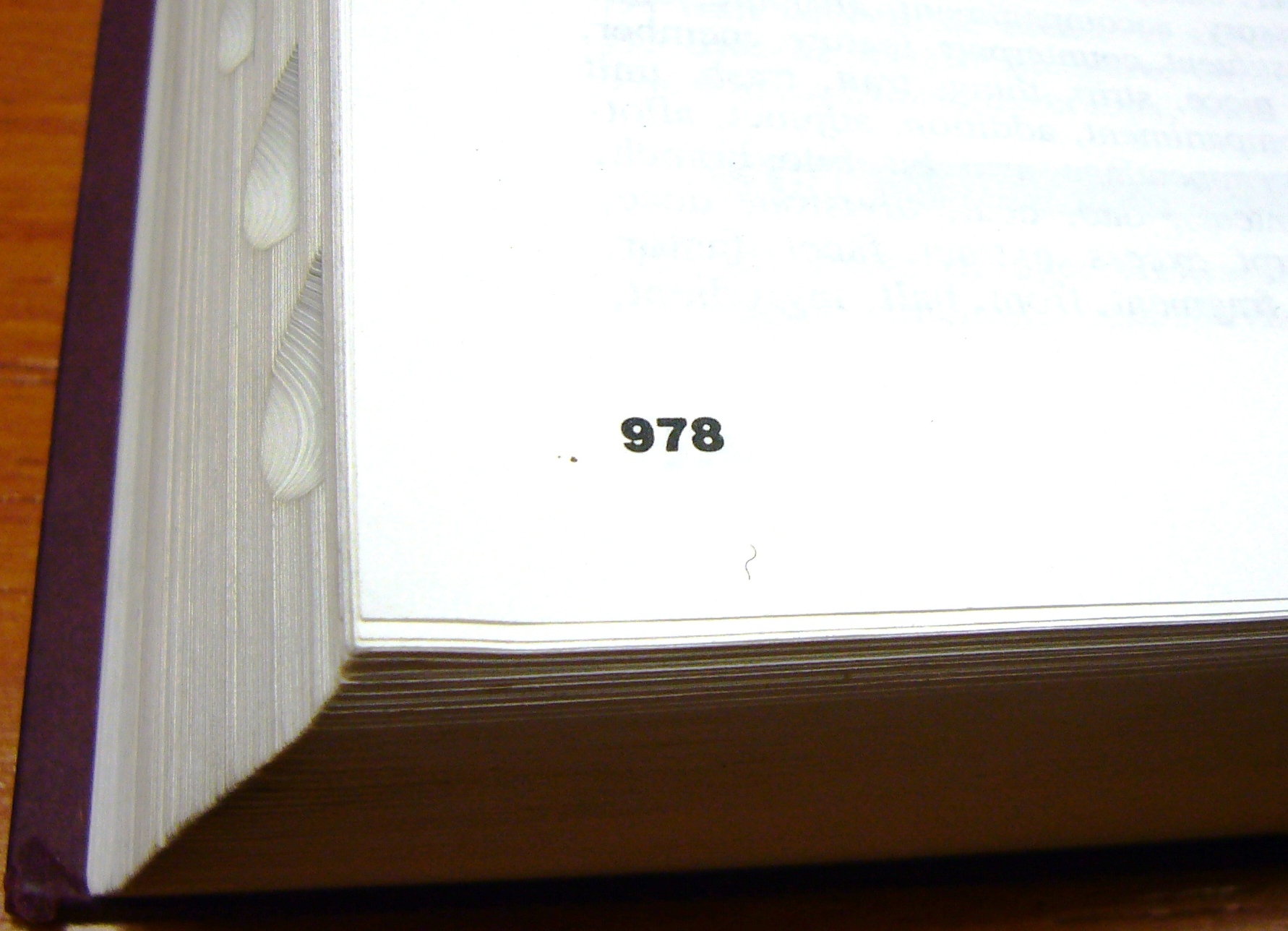
رقم الصفحة

ترقيم الصفحات هو عملية تطبيق تسلسل من الأرقام (أو الحروف أو الأرقام الرومانية) على صفحات كتاب أو مستند آخر. يمكن الإشارة إلى الرقم نفسه، والذي قد يظهر في أماكن مختلفة بالصفحة، كرقم صفحة أو كصفحة. على غرار أنظمة الترقيم الأخرى مثل ترقيم الفصول، تسمح أرقام الصفحات بالاستشهاد بصفحة معينة من الوثيقة المرقمة وتسهل على القارئ العثور على أجزاء معينة من الوثيقة ومعرفة حجم النص الكامل عن طريق التحقق من الرقم المخصص للصفحة الأخيرة.